# Abdelkrim Hohoud
Abdelkrim Hohoud (9 februari 1979) is een Belgisch taekwondoka.

## Levensloop
Hohoud behaalde in 2002 zilver op de Europees kampioenschap in de categorie tot 67kg in het Turkse Samsun.
In 2011 raakte hij zwaargewond bij een schietpartij te Sint-Gillis. Hij kreeg daarbij een kogel door de mond en een door de rug.

## Palmares
- 1990:  Open Belgische kampioenschappen - 62kg[3]
- 2002:  Europees kampioenschap -67kg
- 2004: 5e Europees kampioenschap -67kg[4]
- 2005: 5e wereldkampioenschap -67kg[5]